# エス・ピー・エス
株式会社エス・ピー・エス（英: SPS Co.,Ltd.）は、かつて福島県福島市に存在していた日本の企業。家庭用ゲームソフトの企画・開発・移植・販売や、オンラインゲームサーバの運営等を主業務としていた。

## 概要
前身は今野板金工業所の一部門であり、雑誌の投稿プログラムを通じ、シャープからアプリケーション作成の依頼を受けるようになった。マイコンハウスSPSの名称を使っていた時期もある。社名は資本としての関係はないものの、シャープに多くの仕事を貰った縁から「シャープ・プログラム・サービス」を由来としている。キャリーラボ、マイクロキャビンとパートナー関係にあり、相互に自社製品の流通を行うなどしていた。
国産パーソナルコンピュータ黎明期よりソフトウェアのリリースを行い、『ぐるっぺ』ではビープ音のみで時分割による三重和音の実現、そのフロッピー版では単一パッケージならびに同一メディアでPC-8800シリーズ、MZ-2000/2200、X1に対応した形でリリースしている。代表作である将棋ゲーム『棋太平』は多くの機種に移植された。
オリジナルソフトウェアのリリースが主であったが80年代後半よりアーケードゲームの移植をはじめ、X68000の初代機の同梱ソフトである『グラディウス』はその移植の出来に自信を覗かせる発言があったことでも知られる。その後、シャープからリリースされた各社ゲームの移植作品、カプコン・コナミが販売元になった一部移植作品等、X68000への移植を多く行い、自社ブランドでも他社作品の移植を多く手がけるようになった。その質については作品毎に賛否が分かれるものも、オリジナルではなく移植されたものを参考に作られたと思われるものも存在する。
ゲーム以外ではMS-DOSのシステム部分がバンドル出来なくなった後に、その代替システムとしてPC-9800シリーズ用のアプリケーションで利用されたOS「MEG-DOS」の開発企業として知られる。
2005年12月1日付でネットビレッジ株式会社と業務の提携を行い、事実上開発業務はNVソフトへ移管する形となっている。2010年9月5日にWebページは大きくリニューアルされ、2007年より新体制になった旨が記されており、主にWebサーバの運用・運営などにシフトした内容に変更された。
2011年3月11日に東日本大震災が発生。社屋や機材は無事で電気も通じていたが、所在地である福島市の電話・ネットの回線が不通となり、当時稼働させていたサーバに社外からアクセスできなくなるという事態に見舞われる。当時あった「首都移転構想」等も東北の安全神話が崩れることによって棚上げになり、首都圏災害に備えた「データを地方に移管し安全確保」を見込んだ会社展開も修正を余儀なくされた。
2020年4月に代表の今野智久が病に倒れ、業務縮小。一部サーバ業務のみ運営。。2021年4月、闘病生活が続く為、業務継続困難と判断。同年6月10日に福島地方裁判所から破産手続き開始決定を受け倒産・廃業した。同年10月13日に創業者で代表取締役社長であった今野智久が逝去。
同社の著作物は2021年にエムツーに譲渡された。

## 沿革
- 1982年（昭和57年） - 家庭用パソコンゲームソフトの開発及び販売を目的として、株式会社エス・ピー・エス（資本金1000万円）を設立。
- 1985年（昭和60年） - パソコン通信実験局「SPS-NET」を開局。
- 1986年（昭和61年） - コナミの製業務用シューティングゲーム『グラディウス』をSHARP社製パーソナルコンピュータX68000用にバンドリングゲームソフトとして移植。
- 1991年（平成3年） - 家庭用ゲーム機のソフト開発を開始。
- 1995年（平成7年） - PlayStationで初のオリジナルゲーム『GROUND STROKE』を発売。
- 1996年（平成8年）
  - インターネットプロバイダ業務開始。
  - PlayStation専用ゲームソフト『首領蜂(DonPachi)』を発売。
  - PlayStation専用ゲームソフト『HardBall 5』を発売。
- 1997年（平成9年） - PlayStationゲーム『HYBRID』を発売。
- 1998年（平成10年）
  - PlayStation専用ゲームソフト『怒首領蜂(DoDonPachi)』を発売。
  - インターネット対局将棋『バトル棋太平』を発表。
- 2000年（平成12年） - 個人用インターネット将棋サーバ『バトル棋太平サーバーパック』発売。
- 2001年（平成13年） - PlayStation 2専用ゲームソフト開発着手。
- 2002年（平成14年） - エンターテイメント系ソフトウェア各種開発。
- 2003年（平成15年） - Xbox専用ソフト『GUILTY GEAR XX ＃RELOAD』開発着手。
- 2004年（平成16年）
  - Windows専用ソフト『GUILTY GEAR XX ＃RELOAD』開発着手。
  - Xbox専用『GUILTY GEAR ISUKA』開発着手。
  - PlayStation 2専用ソフト『サッカーライフ』欧州版開発着手。
  - PlayStation 2専用ソフト『ガンバードスペシャルエディション』欧州版開発着手。
- 2005年（平成17年）
  - PlayStation 2専用ソフト『重装機兵ヴァルケン』欧州版開発着手。
  - PlayStation 2専用ソフト『彩京シューティングコレクションVol.2 戦国エース&戦国ブレード』欧州版開発着手。
- 2007年（平成19年） - 新体制にて携帯ゲーム移植・開発、サーバー運用・開発を開始。
- 2008年（平成20年） - 携帯ゲーム移植・開発、サーバー運用・開発のタイトル追加。
- 2009年（平成21年）
  - 3月 - PSP版有名タイトルをドコモ携帯への移植・開発・サーバー運用開始。
  - 9月 - Web販売システムを開発。第1号店オープン。
- 2021年（令和3年）6月10日 - 福島地方裁判所から破産手続き開始決定を受け倒産[1]。